# Omdurman
Omdurman o Umm Durman (àrab: أم درمان, Umm Durmān) és una població del Sudan a la riba del Nil a la confluència entre el Nil Blanc i Nil Blau. Forma una sola ciutat amb Khartum i Khartum Nord (Bahri).

## Història
Va sorgir com a residència d'un santó de nom Hamad ibn Muhammad al-Mashyakhi, conegut com a Ead o Walad Umm Maryum (1645-1729). Ismaïl Paixà d'Egipte va utilitzar la població com a base, i s'hi va construir un fort per controlar l'accés a Khartum des d'occident. El Mahdí Muhàmmad Àhmad la va ocupar el 5 de gener de 1885, seguint Khartum al cap de tres setmanes. El Mahdi la va establir com a capital del seu estat; hi va morir el 22 de juny de 1885. Es va engrandir sota el successor, Abd Allah ibn Muhammad. Edificis notables foren: la tomba del Mahdi, la casa del Khalifa (avui Museu), l'arsenal (avui camp de futbol), el tresor i la presó. La població va créixer molt el 1888-1889 quan el khalifa hi va establir als seus parents i membres de la seva tribu els taaisha i Bakkara del Dar Fur. Els anglesos la van reconquerir a la batalla d'Omdurman el 1898.
Durant el condomini angloegipci, la capital va retornar a Khartum. Un col·legi musulmà fundat el 1912 va esdevenir després de la independència la universitat islàmica. El 1977 la població era de 289.000 habitants.

## Demografia
| Any              | Població  |
| ---------------- | --------- |
| 1909 (Cens)      | 42.779    |
| 1941             | 116.196   |
| 1956             | 113.600   |
| 1973             | 299.399   |
| 1983             | 526.284   |
| 1993             | 1.271.403 |
| 2007 (Estimació) | 3.127.802 |
| 2008             | 2.395.159 |
| 2010             | 2.577.780 |